# Château de Força Real
Le château de Força Réal est un édifice médiéval de style roman datant du Xe siècle. Il est situé sur la frontière entre les communes de Millas et de Montner, dans le département des Pyrénées-Orientales, dans la région historique du Roussillon.
Le château, dont les vestiges ont aujourd'hui disparu, était situé à proximité de l'actuel sanctuaire de Notre-Dame de Força Réal.
Documenté depuis 1322 sous le nom de fortalicium et turris castri de Força Real, ce château joua un rôle stratégique important en raison de sa position frontalière entre la Principauté de Catalogne et le Languedoc. Il subsiste une partie d'une citerne ainsi qu'une ancienne tour à signal du château, réutilisée comme élément du sanctuaire.